# Barea consignatella
Espèce
Synonymes
- Phloeopola melanospila Turner, 1896[2]
- Phloeopola pyrgonota Meyrick, 1889[2]

Barea consignatella est une espèce de lépidoptères de la famille des Oecophoridae qui se rencontre en Australie et en Nouvelle-Zélande.